# Sakyo-ku

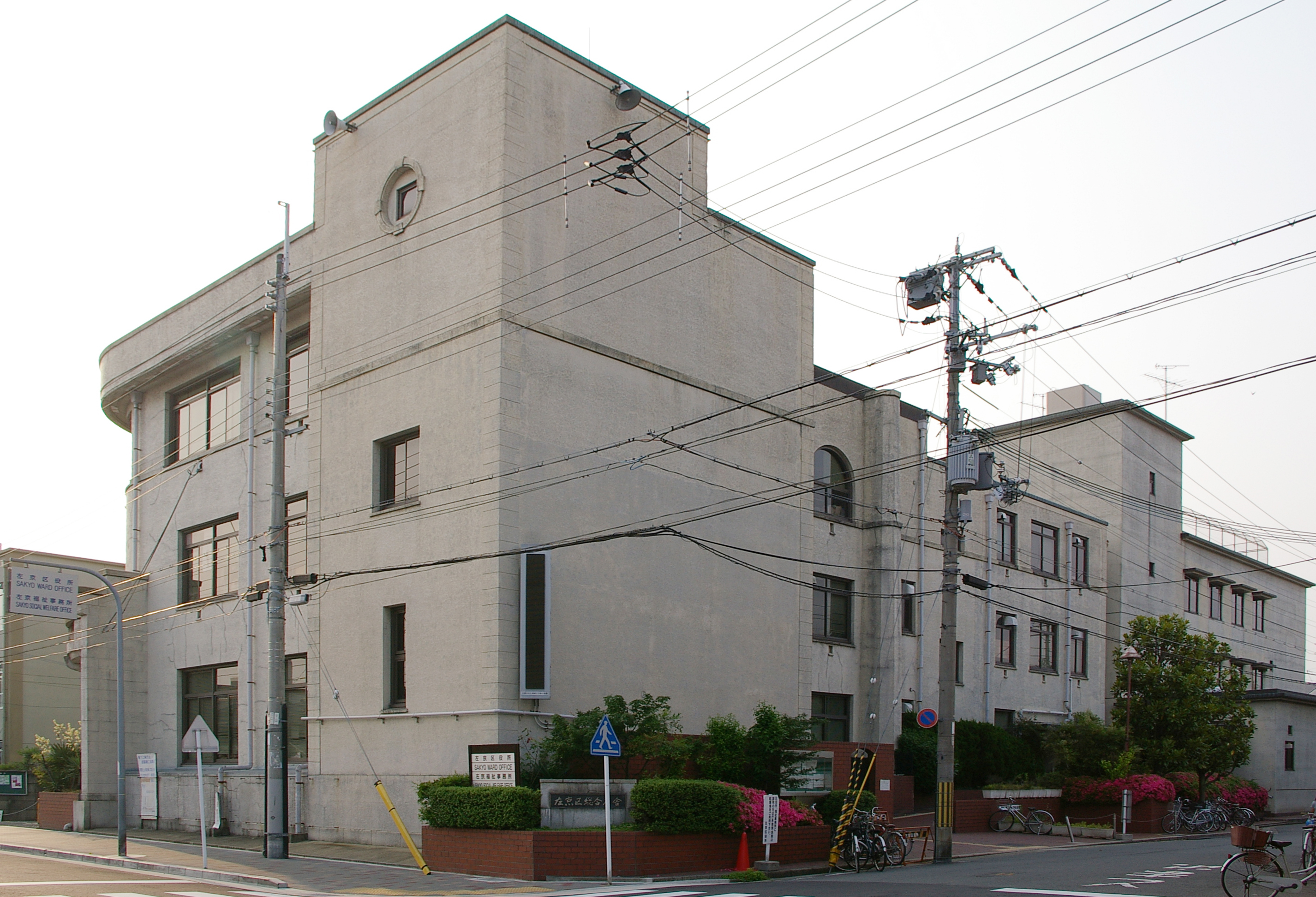
Het gemeentehuis van Sakyo-ku

Sakyō-ku (Japans: 左京区, Sakyō-ku) is een van de elf wijken van de stad Kyoto (京都市). De wijk is ontstaan in 1929 toen het zich afsplitste van Kamigyo-ku. Twee belangrijke bezienswaardigheden in Sakyo-ku zijn de Zilveren Paviljoen Tempel (銀閣寺) en het Internationaal congrescentrum van Kyoto, waar het Kyoto-protocol is ontstaan.